# Silverträsket
Silverträsket är en novell av författaren August Strindberg från 1898.  Novellen beskriver det vackra i naturen, men också vilka faror som kan lura i den. Novellen ingår i Vintergatan: samling skrifter på vers och prosa.

## Handling
Novellen utspelar sig på ön Runmarö i Stockholms Skärgård.

## Utgåvor
- Silfverträsket i Vintergatan: samling skrifter på vers och prosa, 1898
- Silverträsket i August Strindbergs samlade verk: [nationalupplaga] 29, 1985
- Silfverträsket, faksimil ur Vintergatan, 1994